# 18284 Tsereteli
18284 Tsereteli este un asteroid care intersectează orbita planetei Marte.

## Descriere
18284 Tsereteli este un asteroid care intersectează orbita planetei Marte. Asteroidul prezintă o orbită caracterizată de o semiaxă mare de 2,21 ua, o excentricitate de 0,25 și o înclinație de 4,3° în raport cu ecliptica.